# El canto de los cronopios
El canto de los cronopios és una obra del compositor mexicà Juan de Dios Adolfo Magdaleno Gómez, guanyadora del premi internacional Joan Guinjoan l'any 2014, en la 12ª edició, escrita per a 13 instruments i 10 metrònoms mecànics. L'obra esta inspirada en el conte del mateix nom inclòs en el llibre de l'escriptor Julio Cortázar, titulat Historias de Cronopios y de Famas.
En paraules de l'autor, Juan de Dios Adolfo Magdaleno;
| «                                      | una de les idees centrals sobre la qual gira l’obra és la de trobar una resposta personal, a partir de la meva sensibilitat i coneixements tècnics a la pregunta: On resideix la noció d’identitat d’un fragment musical i fins on poden ser manipulats els seus diferents aspectes sense perdre la percepció d’unitat? | » |
| — Juan de Dios Adolfo Magdaleno Gómez, | |   |

Es va estrenar el 23 de maig del 2014, a la Sala 2 Oriol Martorell de L'Auditori de Barcelona, interpretada per l'ensemble bcn216 i per estudiants de l'Escola Superior de Música de Catalunya.